# A kommunizmus fekete könyve
A kommunizmus fekete könyve (Le Livre noir du communisme) 1997 novemberében jelent meg, azonnal hatalmas vitát kiváltva mind történészi, mind politikai körökben.
A szerzők kettős célt tűztek ki maguk elé: megakadályozni a felejtést (travail de mémoire), illetve megvizsgálni, milyen szerepet foglal el a kommunizmus működésében a bűn, az erőszak, a gyilkosság. A könyv kritikusai a lehető legritkábban bírálják a mű valamely részének ténybeli pontosságát, annál sikertelenebbnek ítélik a vállalkozást a második célkitűzést illetően.
A könyvben Stéphane Courtois felveti a kommunizmus nürnbergi perének kérdését. A könyv szerint a kommunista államok valóban kimerítették mind az emberiesség elleni bűntett, mind a háborús bűntett, mind pedig a béke elleni bűntett fogalmát. „Miért használjuk ezeket a kifejezéseket csak a nácizmus áldozatai, illetve különböző etnikai indítékú mészárlások kapcsán”?
A könyv külön részekben foglalkozik a Szovjetunió, Kína, a többi ázsiai ország (Koreai Népi Demokratikus Köztársaság, Vietnám, Laosz, Kambodzsa), Kelet-Európa, valamint a harmadik világ kommunista jellegű politikai berendezkedésű országainak történéseivel.

## A kommunizmus áldozatai a könyv adatai szerint
A könyv adatai szerint a kommunizmus számlájára mintegy 100 millió áldozat írható (s ezek csak a halálos áldozatok): 
- Szovjetunió: 20 millió áldozat;
- Kína: 65 millió;
- Vietnám: 1 millió;
- Koreai Népi Demokratikus Köztársaság: 2 millió;
- Kambodzsa: 2 millió;
- Kelet-Európa: 1 millió;
- Latin-Amerika: 150 000;
- Afrika: 1,7 millió;
- Afganisztán: 1,5 millió;
- a nemzetközi kommunista mozgalom, illetve a hatalomra soha nem került kommunista pártok számlájára pedig körülbelül 10 000 áldozat írandó (14. o.).

## Szerzők
- Stéphane Courtois Archiválva 2005. február 7-i dátummal a Wayback Machine-ben (szerkesztő)
- Nicolas Werth
- Jean-Louis Panné
- Andrzej Paczkowski
- Karel Bartosek
- Jean-Louis Margolin

## Kritikák
A könyv sok kritikát kapott kutatási módszerei, valamint a holokauszt relativizálása, a náci megsemmisítő táborok és a szovjetunióbeli munkatáborok egyenlővé tétele miatt. A fő szerzői közül ketten, Nicolas Werth és Jean-Louis Margolin, vitát robbantottak ki Franciaországban azzal, amikor nyilvánosan elhatárolták magukat Courtois összegző megállapításaitól. Kijelentették, hogy Courtois megszállottjává vált a 100 milliós számnak. Saját tanulmányaik alapján az áldozatok számát 65 és 93 millió közé helyezték.
Több kritikus elutasította a kommunizmus és a nácizmus azonosítását. Nicolas Werth szerint minőségi különbség volt a két rendszer között. Kijelentette a Le Monde-nak, hogy „a Szovjetunióban nem léteztek haláltáborok”. valamint azt is, hogy „minél jobban összehasonlítjuk a kommunizmust és a nácizmust, annál nyilvánvalóbbak a különbségeik”.
Peter Kenez történész a könyvet a történelmi pontatlanságai miatt bírálta. Szerinte Werth időnként rendkívül gondatlan történész, és felsorolja számos tényszerű tévedését. Mark Tauger történész a szerzőknek azzal a tézisével nem ért egyet, miszerint az 1933-as szovjetunióbeli éhínség szándékos és népirtó jellegű volt.
Más történészek amiatt bírálták Courtois-t, mert nem tett különbséget az egyes halálokok között. Jean-Jacques Becker, az exkommunista történész kritikája szerint Courtois önkényesen szedte össze számait és azoknak így zéró történelmi értéke van. J. Arch Getty történész is megjegyzi, hogy Courtois 100 millió halottjának jelentős része éhínségek áldozata lett, és ezt nem lehet a gyilkosságokkal és kivégzésekkel egyenértékűnek venni.
Többen azt vetették a könyv íróinak szemére, hogy állításaik egyoldalúak és leegyszerűsítőek. Amir Weiner a Stanford egyetemről sok érdemét elismeri a könyvnek, de szerinte egyes állításai szimpla provokációk.
Noam Chomsky is erősen bírálta a könyv módszertanát. Idézte Amartya Sen munkáját, aki az India és Kína közötti halandósági mutatók különbözőségét évi 4 millió főre tette Kína javára, mégpedig az ottani orvosi ellátás viszonylagos egyenlő eloszlása miatt. Chomsky megjegyezte, hogy A kommunizmus fekete könyve módszerével dolgozva ki lehetne mutatni, hogy az indiai „demokratikus kapitalista kísérletnek” több áldozata volt, mint a kommunizmusnak 1917 óta világszerte." Daniel Bensaïd, francia filozófus és trockista aktivista szerint hasonló halálozási listákat a gyarmatosítás és a kapitalizmus számlájára is össze lehetne állítani a 19. és a 20. századra vonatkozóan.

## Magyarul
- A kommunizmus fekete könyve. Bűntény, terror, megtorlás; ford. Benyhe János, jegyz. Kun Miklós, Zinner Tibor; Nagyvilág, Bp., 2000